# Ляшенко Валентина Миколаївна
Валентина Миколаївна Ляшенко (груз. ვალენტინა ლიაშენკო ; (30 січня 1981 , Київ )), до шлюбу Хомицька — українська та грузинська легкоатлетка, фахівчиня зі стрибків у висоту. Виступала за збірні України та Грузії з легкої атлетики у 2000-х та 2010-х роках, переможниця та призерка першостей національного значення, чинна рекордсменка Грузії у стрибках у висоту на відкритому стадіоні, учасниця літніх Олімпійських ігор 2016 року в Ріо-де-Жанейро.

## Біографія
Валентина Ляшенко народилася 30 січня 1981 року в Києві, Українська РСР. 1997 року закінчила Васильківську середню школу І –ІІІ ступенів № 9 на Київщині.
2001 року закінчила Національний університет фізичного виховання та спорту України за спеціальністю «легка атлетика». 2010 року здобула науковий ступінь кандидат наук з фізичного виховання та спорту.

## Спортивні виступи
Протягом 2000-х і 2010-х років регулярно брала участь у різних змаганнях з легкої атлетики в Україні, але на міжнародній арені тривалий час не показувала значних результатів. У лютому 2014 року на змаганнях у Києві встановила свій особистий рекорд зі стрибків у висоту у закритих приміщеннях — 1,90 метра.
Починаючи з 2015 року, виступала за грузинську національну збірну. Відразу у перший сезон на змаганнях у Бердичеві встановила національний рекорд Грузії зі стрибків у висоту на відкритому стадіоні — 1,92 метра, а також виступила на чемпіонаті Європи у приміщенні у Празі та на чемпіонаті світу у Пекіні — в обох випадках вийти до фіналу не змогла.
У 2016 році Валентина Ляшенко відзначилася виступом на чемпіонаті Європи в Амстердамі, де стрибнула на 1,80 метра. Виконавши олімпійський кваліфікаційний норматив, отримала право захищати честь Грузії на літніх Олімпійських іграх у Ріо-де-Жанейро — на попередньому кваліфікаційному етапі стрибків у висоту знову показала результат 1,80 метра і у фінал не вийшла.
Завершила спортивну кар'єру після закінчення сезону 2017 року.

## Рекорди змагань
| Рік                 | Змагання            | Місто                    | Місце                     | Дисципліна          | Примітки            |
| Представляла Грузія | Представляла Грузія | Представляла Грузія      | Представляла Грузія       | Представляла Грузія | Представляла Грузія |
| ------------------- | ------------------- | ------------------------ | ------------------------- | ------------------- | ------------------- |
| 2015                | Чемпіонат світу     | Пекін, КНР               | –                         | Стрибки у висоту    |                     |
| 2016                | Чемпіонат Європи    | Амстердам, Нідерланди    | 23-е місце (кваліфікація) | Стрибки у висоту    | 1,80 м              |
| 2016                | Олімпійські ігри    | Ріо-де-Жанейро, Бразилія | 32-е місце (кваліфікація) | Стрибки у висоту    | 1,80 м              |